# Kibakoganea formosana
Kibakoganea formosana är en skalbaggsart som beskrevs av Yoshihiko Kurosawa och Kobayashi 1975. Kibakoganea formosana ingår i släktet Kibakoganea och familjen Rutelidae. Inga underarter finns listade i Catalogue of Life.